# Milão-Sanremo de 2017
A 108.º edição da Milão-Sanremo teve lugar em 18 de março de 2017. Faz parte do calendário UCI World Tour de 2017 em categoria 1.uwT.

## Classificação[1]
| \| Classificação geral \| Classificação geral \| Classificação geral \| Classificação geral \| Classificação geral \| \| Ciclista \| Ciclista \| Equipe \| Tempo \| \| \| ------------------- \| -------------------- \| --------------------------- \| ------------------- \| ------------------- \| \| 1. \| Michał Kwiatkowski \| Team Sky \| 7h08m39s \| \| \| 2. \| Peter Sagan \| Bora-Hansgrohe \| + 0s \| \| \| 3. \| Julian Alaphilippe \| Quick-Step Floors \| + 0s \| \| \| 4. \| Alexander Kristoff \| Katusha-Alpecin \| + 5s \| \| \| 5. \| Fernando Gaviria \| Quick-Step Floors \| + 5s \| \| \| 6. \| Arnaud Démare \| FDJ \| + 5s \| \| \| 7. \| John Degenkolb \| Trek-Segafredo \| + 5s \| \| \| 8. \| Nacer Bouhanni \| Cofidis, Solutions Crédits \| + 5s \| \| \| 9. \| Elia Viviani \| Team Sky \| + 5s \| \| \| 10. \| Caleb Ewan \| Orica-Scott \| + 5s \| \| \| 11. \| Magnus Cort \| Orica-Scott \| + 5s \| \| \| 12. \| Michael Matthews \| Team Sunweb \| + 5s \| \| \| 13. \| Sonny Colbrelli \| Bahrain-Merida \| + 5s \| \| \| 14. \| Daniele Bennati \| Movistar Team \| + 5s \| \| \| 15. \| Francesco Gavazzi \| Androni-Sidermec-Bottecchia \| + 5s \| \| \| 16. \| Luka Mezgec \| Orica-Scott \| + 5s \| \| \| 17. \| Ben Swift \| UAE Team Emirates \| + 5s \| \| \| 18. \| Tim Wellens \| Lotto-Soudal \| + 5s \| \| \| 19. \| Edvald Boasson Hagen \| Dimension Data \| + 5s \| \| \| 20. \| Marco Canola \| Nippo-Vini Fantini \| + 5s \| \| |                      |                             |          |
| |                      |                             |          |
| Fonte: ProCyclingStats |                      |                             |          |
| Classificação geral |                      |                             |          |
| Ciclista | Ciclista             | Equipe                      | Tempo    |
| 1. | Michał Kwiatkowski   | Team Sky                    | 7h08m39s |
| 2. | Peter Sagan          | Bora-Hansgrohe              | + 0s     |
| 3. | Julian Alaphilippe   | Quick-Step Floors           | + 0s     |
| 4. | Alexander Kristoff   | Katusha-Alpecin             | + 5s     |
| 5. | Fernando Gaviria     | Quick-Step Floors           | + 5s     |
| 6. | Arnaud Démare        | FDJ                         | + 5s     |
| 7. | John Degenkolb       | Trek-Segafredo              | + 5s     |
| 8. | Nacer Bouhanni       | Cofidis, Solutions Crédits  | + 5s     |
| 9. | Elia Viviani         | Team Sky                    | + 5s     |
| 10. | Caleb Ewan           | Orica-Scott                 | + 5s     |
| 11. | Magnus Cort          | Orica-Scott                 | + 5s     |
| 12. | Michael Matthews     | Team Sunweb                 | + 5s     |
| 13. | Sonny Colbrelli      | Bahrain-Merida              | + 5s     |
| 14. | Daniele Bennati      | Movistar Team               | + 5s     |
| 15. | Francesco Gavazzi    | Androni-Sidermec-Bottecchia | + 5s     |
| 16. | Luka Mezgec          | Orica-Scott                 | + 5s     |
| 17. | Ben Swift            | UAE Team Emirates           | + 5s     |
| 18. | Tim Wellens          | Lotto-Soudal                | + 5s     |
| 19. | Edvald Boasson Hagen | Dimension Data              | + 5s     |
| 20. | Marco Canola         | Nippo-Vini Fantini          | + 5s     |

## Equipas
| Equipes WorldTeam (18)- AG2R La Mondiale - Astana - Bahrain-Merida - BMC Racing Team - Bora-Hansgrohe - Cannondale-Drapac - Dimension Data - FDJ - Katusha-Alpecin - Lotto NL-Jumbo - Lotto-Soudal - Movistar Team - Orica-Scott - Quick-Step Floors - Sky - Team Sunweb - Trek-Segafredo - UAE Team Emirates Equipes profissionais Continentais (7)- Androni Giocattoli - Bardiani CSF - Cofidis, Solutions Crédits - Gazprom-RusVelo - Nippo-Vini Fantini - Novo Nordisk - Wilier Triestina-Selle Italia |
| |

## Lista dos participantes
- Lista de saída completa

| Legenda | Legenda                                                                          | Legenda | Legenda                                              |
| ------- | -------------------------------------------------------------------------------- | ------- | ---------------------------------------------------- |
| Num     | Jersey de saída levada pelo corredor Milão-Sanremo                               | Pos     | Posição à chegada da corrida                         |
|         | Indica uma camisola de campeão nacional ou mundial, conforme a sua especialidade | NP      | Indica um corredor que não tomou a saída da corrida  |
| AB      | Indica um corredor que não terminou a corrida                                    | HD      | Indica um corredor terminou a etapa fora de controle |
| DSQ     | Indica um corredor que foi desqualificado da corrida                             |         |                                                      |

| FDJ                                    | FDJ                             | FDJ   |
| -------------------------------------- | ------------------------------- | ----- |
| Num                                    | Corredor                        | Pos   |
| 1                                      | Arnaud Démare (FRA)             | 6.º   |
| 2                                      | Mickaël Delage (FRA)            | 123.º |
| 3                                      | William Gorra (FRA)             | AB    |
| 4                                      | Davide Cimolai (ITA)            | 54.º  |
| 5                                      | Jacopo Guarnieri (ITA)          | 151.º |
| 6                                      | Ignatas Konovalovas (LTU) (Clm) | 129.º |
| 7                                      | Matthieu Ladagnous (FRA)        | 62.º  |
| 8                                      | Anthony Roux (FRA)              | 42.º  |
| Director desportivo : Frédéric Guesdon |                                 |       |

| AG2R La Mondiale ALM                     | AG2R La Mondiale ALM     | AG2R La Mondiale ALM |
| ---------------------------------------- | ------------------------ | -------------------- |
| Num                                      | Corredor                 | Pos                  |
| 11                                       | Hugo Houle (CAN)         | 84.º                 |
| 12                                       | Gediminas Bagdonas (LTU) | 126.º                |
| 13                                       | Jan Bakelants (BEL)      | 41.º                 |
| 14                                       | Mathias Frank (SUI)      | 94.º                 |
| 15                                       | Alexis Gougeard (FRA)    | 177.º                |
| 16                                       | Nico Denz (GER)          | 152.º                |
| 17                                       | Quentin Jauregui (FRA)   | 99.º                 |
| 18                                       | Stijn Vandenbergh (BEL)  | 141.º                |
| Director desportivo : Arteūraso Kasputis |                          |                      |

| Androni Giocattoli ANS             | Androni Giocattoli ANS  | Androni Giocattoli ANS |
| ---------------------------------- | ----------------------- | ---------------------- |
| Num                                | Corredor                | Pos                    |
| 21                                 | Davide Ballerini (ITA)  | 140.º                  |
| 22                                 | Andrea Palini (ITA)     | 158.º                  |
| 23                                 | Raffaello Bonusi (ITA)  | 105.º                  |
| 24                                 | Mattia Cattaneo (ITA)   | 48.º                   |
| 25                                 | Marco Frapporti (ITA)   | 102.º                  |
| 26                                 | Mattia Frapporti (ITA)  | 186.º                  |
| 27                                 | Francesco Gavazzi (ITA) | 15.º                   |
| 28                                 | Fausto Masnada (ITA)    | 85.º                   |
| Director desportivo : Gianni Savio |                         |                        |

| Astana Pro Team AST                    | Astana Pro Team AST       | Astana Pro Team AST |
| -------------------------------------- | ------------------------- | ------------------- |
| Num                                    | Corredor                  | Pos                 |
| 31                                     | Matti Breschel (DEN)      | 23.º                |
| 32                                     | Oscar Gatto (ITA)         | 25.º                |
| 33                                     | Andriy Grivko (UKR)       | 111.º               |
| 34                                     | Truls Engen Korsæth (NOR) | 160.º               |
| 35                                     | Alexey Lutsenko (KAZ)     | 24.º                |
| 36                                     | Luis León Sánchez (ESP)   | 28.º                |
| 37                                     | Ruslan Tleubayev (KAZ)    | 109.º               |
| 38                                     | Michael Valgren (DEN)     | 35.º                |
| Director desportivo : Bruno Cenghialta |                           |                     |

| Bahrain-Merida TBM                  | Bahrain-Merida TBM      | Bahrain-Merida TBM |
| ----------------------------------- | ----------------------- | ------------------ |
| Num                                 | Corredor                | Pos                |
| 41                                  | Sonny Colbrelli (ITA)   | 13.º               |
| 42                                  | Manuele Boaro (ITA)     | 115.º              |
| 43                                  | Grega Bole (SLO)        | 70.º               |
| 44                                  | Niccolò Bonifazio (ITA) | 96.º               |
| 45                                  | Borut Božič (SLO)       | 144.º              |
| 46                                  | Enrico Gasparotto (ITA) | 53.º               |
| 47                                  | Franco Pellizotti (ITA) | 47.º               |
| 48                                  | Giovanni Visconti (ITA) | 56.º               |
| Director desportivo : Alberto Volpi |                         |                    |

| Bardiani CSF BRD                        | Bardiani CSF BRD       | Bardiani CSF BRD |
| --------------------------------------- | ---------------------- | ---------------- |
| Num                                     | Corredor               | Pos              |
| 51                                      | Simone Andreetta (ITA) | 106.º            |
| 52                                      | Enrico Barbin (ITA)    | 136.º            |
| 53                                      | Nicola Boem (ITA)      | AB               |
| 54                                      | Mirco Maestri (ITA)    | 153.º            |
| 55                                      | Lorenzo Rota (ITA)     | 108.º            |
| 56                                      | Paolo Simion (ITA)     | AB               |
| 57                                      | Simone Velasco (ITA)   | 110.º            |
| 58                                      | Luca Wackermann (ITA)  | 128.º            |
| Director desportivo : Roberto Reverberi |                        |                  |

| BMC Racing BMC                            | BMC Racing BMC                | BMC Racing BMC |
| ----------------------------------------- | ----------------------------- | -------------- |
| Num                                       | Corredor                      | Pos            |
| 61                                        | Greg Van Avermaet (BEL)       | 21.º           |
| 62                                        | Damiano Caruso (ITA)          | 34.º           |
| 63                                        | Silvan Dillier (SUI)          | 125.º          |
| 64                                        | Martin Elmiger (SUI)          | 80.º           |
| 65                                        | Daniel Oss (ITA)              | 77.º           |
| 66                                        | Manuel Quinziato (ITA)        | 154.º          |
| 67                                        | Miles Scotson (AUS) (Estrada) | 178.º          |
| 68                                        | Francisco Ventoso (ESP)       | 112.º          |
| Director desportivo : Maximilian Sciandri |                               |                |

| Bora-Hansgrohe BOH               | Bora-Hansgrohe BOH          | Bora-Hansgrohe BOH |
| -------------------------------- | --------------------------- | ------------------ |
| Num                              | Corredor                    | Pos                |
| 71                               | Peter Sagan (SVK) (Estrada) | 2.º                |
| 72                               | Sam Bennett (IRL)           | 66.º               |
| 73                               | Maciej Bodnar (POL) (Clm)   | 74.º               |
| 74                               | Marcus Burghardt (GER)      | 88.º               |
| 75                               | Andreas Schillinger (GER)   | 95.º               |
| 76                               | Juraj Sagan (SVK) (Estrada) | 113.º              |
| 77                               | Aleksejs Saramotins (LAT)   | 179.º              |
| 78                               | Cessar Benedetti (ITA)      | 68.º               |
| Director desportivo : Ján Valach |                             |                    |

| Cannondale-Drapac CDT                | Cannondale-Drapac CDT  | Cannondale-Drapac CDT |
| ------------------------------------ | ---------------------- | --------------------- |
| Num                                  | Corredor               | Pos                   |
| 81                                   | Simon Clarke (AUS)     | 93.º                  |
| 82                                   | Alberto Bettiol (ITA)  | 37.º                  |
| 83                                   | Nathan Brown (USA)     | 172.º                 |
| 84                                   | William Clarke (AUS)   | 156.º                 |
| 85                                   | Kristjan Koren (SLO)   | 117.º                 |
| 86                                   | Thomas Scully (NZL)    | 169.º                 |
| 87                                   | Toms Skujiņš (LAT)     | 82.º                  |
| 88                                   | Tom Van Asbroeck (BEL) | 107.º                 |
| Director desportivo : Fabrizio Guidi |                        |                       |

| Cofidis                           | Cofidis                  | Cofidis |
| --------------------------------- | ------------------------ | ------- |
| Num                               | Corredor                 | Pos     |
| 91                                | Nacer Bouhanni (FRA)     | 8.º     |
| 92                                | Dimitri Claeys (BEL)     | 161.º   |
| 93                                | Christophe Laporte (FRA) | 30.º    |
| 94                                | Cyril Lemoine (FRA)      | 164.º   |
| 95                                | Florian Sénéchal (FRA)   | 173.º   |
| 96                                | Julien Simon (FRA)       | 50.º    |
| 97                                | Geoffrey Soupe (FRA)     | 51.º    |
| 98                                | Kenneth Vanbilsen (BEL)  | 184.º   |
| Director desportivo : Didier Rous |                          |         |

| Gazprom-RusVelo                    | Gazprom-RusVelo         | Gazprom-RusVelo |
| ---------------------------------- | ----------------------- | --------------- |
| Num                                | Corredor                | Pos             |
| 101                                | Alexander Porsev (RUS)  | 147.º           |
| 102                                | Pavel Brutt (RUS)       | 124.º           |
| 103                                | Artur Ershov (RUS)      | 180.º           |
| 104                                | Roman Maikin (RUS)      | 193.º           |
| 105                                | Ivan Rovny (RUS)        | 130.º           |
| 106                                | Ivan Savitskiy (RUS)    | 75.º            |
| 107                                | Alexey Tsatevitch (RUS) | 103.º           |
| 108                                | Nikolay Trusov (RUS)    | 171.º           |
| Director desportivo : Paolo Rosola |                         |                 |

| Lotto-Soudal LTS                    | Lotto-Soudal LTS          | Lotto-Soudal LTS |
| ----------------------------------- | ------------------------- | ---------------- |
| Num                                 | Corredor                  | Pos              |
| 111                                 | Tim Wellens (BEL)         | 18.º             |
| 112                                 | Lars Bak (DEN)            | 167.º            |
| 113                                 | Tiesj Benoot (BEL)        | 133.º            |
| 114                                 | Jens Debusschere (BEL)    | 132.º            |
| 115                                 | Tony Gallopin (FRA)       | 46.º             |
| 116                                 | Tomasz Marczyńesqui (POL) | 122.º            |
| 117                                 | Jürgen Roelandts (BEL)    | 83.º             |
| 118                                 | Marcel Sieberg (GER)      | 165.º            |
| Director desportivo : Herman Frison |                           |                  |

| Movistar MOV                                     | Movistar MOV             | Movistar MOV |
| ------------------------------------------------ | ------------------------ | ------------ |
| Num                                              | Corredor                 | Pos          |
| 121                                              | Alex Dowsett (GBR) (Clm) | 44.º         |
| 122                                              | Jorge Arcas (ESP)        | 120.º        |
| 123                                              | Carlos Barbero (ESP)     | 145.º        |
| 124                                              | Daniele Bennati (ITA)    | 14.º         |
| 125                                              | Carlos Betancur (COL)    | 134.º        |
| 126                                              | Nuno Bico (POR)          | 119.º        |
| 127                                              | Héctor Carretero (ESP)   | 149.º        |
| 128                                              | Jasha Sütterlin (GER)    | 63.º         |
| Director desportivo : José Vicente García Acosta |                          |              |

| Nippo-Vini Fantini NIP              | Nippo-Vini Fantini NIP     | Nippo-Vini Fantini NIP |
| ----------------------------------- | -------------------------- | ---------------------- |
| Num                                 | Corredor                   | Pos                    |
| 131                                 | Pierpaolo De Negri (ITA)   | 86.º                   |
| 132                                 | Marco Canola (ITA)         | 20.º                   |
| 133                                 | Iuri Filosi (ITA)          | 33.º                   |
| 134                                 | Eduard-Michael Grosu (ROU) | 71.º                   |
| 135                                 | Hideto Nakane (JPN)        | AB                     |
| 136                                 | Alan Marangoni (ITA)       | 155.º                  |
| 137                                 | Ivan Santaromita (ITA)     | 79.º                   |
| 138                                 | Kōhei Uchima (JPN)         | 194.º                  |
| Director desportivo : Mario Manzoni |                            |                        |

| Orica-Scott                         | Orica-Scott               | Orica-Scott |
| ----------------------------------- | ------------------------- | ----------- |
| Num                                 | Corredor                  | Pos         |
| 141                                 | Caleb Ewan (AUS)          | 10.º        |
| 142                                 | Michael Albasini (SUI)    | 45.º        |
| 143                                 | Simon Gerrans (AUS)       | 36.º        |
| 144                                 | Mathew Hayman (AUS)       | 137.º       |
| 145                                 | Daryl Impey (RSA)         | 27.º        |
| 146                                 | Jens Keukeleire (BEL)     | 52.º        |
| 147                                 | Luka Mezgec (SLO)         | 16.º        |
| 148                                 | Magnus Cort Nielsen (DEN) | 11.º        |
| Director desportivo : Matthew White |                           |             |

| Quick-Step Floors                    | Quick-Step Floors                | Quick-Step Floors |
| ------------------------------------ | -------------------------------- | ----------------- |
| Num                                  | Corredor                         | Pos               |
| 151                                  | Tom Boonen (BEL)                 | 65.º              |
| 152                                  | Julian Alaphilippe (FRA)         | 3.º               |
| 153                                  | Jack Bauer (NZL) (Clm)           | 162.º             |
| 154                                  | Fernando Gaviria (COL)           | 5.º               |
| 155                                  | Philippe Gilbert (BEL) (Estrada) | 29.º              |
| 156                                  | Fabio Sabatini (ITA)             | 118.º             |
| 157                                  | Matteo Trentin (ITA)             | 55.º              |
| 158                                  | Julien Vermote (BEL)             | 176.º             |
| Director desportivo : Davide Bramati |                                  |                   |

| Dimension Data DDD                  | Dimension Data DDD                    | Dimension Data DDD |
| ----------------------------------- | ------------------------------------- | ------------------ |
| Num                                 | Corredor                              | Pos                |
| 161                                 | Mark Cavendish (GBR)                  | 101.º              |
| 162                                 | Edvald B. Hagen (NOR) (Estrada e Clm) | 19.º               |
| 163                                 | Steve Cummings (GBR)                  | 38.º               |
| 164                                 | Bernhard Eisel (AUT)                  | 185.º              |
| 165                                 | Mark Renshaw (AUS)                    | 150.º              |
| 166                                 | Kristian Sbaragli (ITA)               | 32.º               |
| 167                                 | Jay Robert Thomson (RSA)              | 181.º              |
| 168                                 | Scott Thwaites (GBR)                  | 170.º              |
| Director desportivo : Roger Hammond |                                       |                    |

| Katusha-Alpecin KAT                 | Katusha-Alpecin KAT      | Katusha-Alpecin KAT |
| ----------------------------------- | ------------------------ | ------------------- |
| Num                                 | Corredor                 | Pos                 |
| 171                                 | Alexander Kristoff (NOR) | 4.º                 |
| 172                                 | Maxim Belkov (RUS)       | 189.º               |
| 173                                 | Sven Erik Bystrøm (NOR)  | 114.º               |
| 174                                 | Marco Haller (AUT)       | 100.º               |
| 175                                 | Reto Hollenstein (SUI)   | 78.º                |
| 176                                 | Michael Mørkøv (DEN)     | 73.º                |
| 177                                 | Simon Špilak (SLO)       | 59.º                |
| 178                                 | Rick Zabel (GER)         | AB                  |
| Director desportivo : Claudio Cozzi |                          |                     |

| Lotto NL-Jumbo TLJ                  | Lotto NL-Jumbo TLJ        | Lotto NL-Jumbo TLJ |
| ----------------------------------- | ------------------------- | ------------------ |
| Num                                 | Corredor                  | Pos                |
| 181                                 | Juan José Lobato (ESP)    | 168.º              |
| 182                                 | Enrico Battaglin (ITA)    | 43.º               |
| 183                                 | Twan Castelijns (NED)     | 148.º              |
| 184                                 | Jos van Emden (NED)       | 22.º               |
| 185                                 | Tom Leezer (NED)          | 138.º              |
| 186                                 | Paul Martens (GER)        | 91.º               |
| 187                                 | Primož Roglič (SLO) (Clm) | 67.º               |
| 188                                 | Bram Tankink (NED)        | 26.º               |
| Director desportivo : Frans Maassen |                           |                    |

| Novo Nordisk TNN                        | Novo Nordisk TNN         | Novo Nordisk TNN |
| --------------------------------------- | ------------------------ | ---------------- |
| Num                                     | Corredor                 | Pos              |
| 191                                     | Javier Mejías (ESP)      | 159.º            |
| 192                                     | Fabio Calabria (AUS)     | 183.º            |
| 193                                     | David Lozano (ESP)       | 104.º            |
| 194                                     | Charles Planet (FRA)     | 142.º            |
| 195                                     | Umberto Poli (ITA)       | 192.º            |
| 196                                     | Martijn Verschoor (NED)  | 166.º            |
| 197                                     | Brian Kamstra (NED)      | 195.º            |
| 198                                     | Rik van IJzendoorn (NED) | 190.º            |
| Director desportivo : Massimo Podenzana |                          |                  |

| Team Sky SKY                        | Team Sky SKY             | Team Sky SKY |
| ----------------------------------- | ------------------------ | ------------ |
| Num                                 | Corredor                 | Pos          |
| 201                                 | Elia Viviani (ITA)       | 9.º          |
| 202                                 | Michał Kwiatkowski (POL) | 1.º          |
| 203                                 | Gianni Moscon (ITA)      | 49.º         |
| 204                                 | Salvatore Puccio (ITA)   | 97.º         |
| 205                                 | Luke Rowe (GBR)          | 98.º         |
| 206                                 | Ian Stannard (GBR)       | 92.º         |
| 207                                 | Danny van Poppel (NED)   | 175.º        |
| 208                                 | Łukasz Wiśniowski (POL)  | 64.º         |
| Director desportivo : Gabriel Rasch |                          |              |

| Sunweb SUN                      | Sunweb SUN                 | Sunweb SUN |
| ------------------------------- | -------------------------- | ---------- |
| Num                             | Corredor                   | Pos        |
| 211                             | Tom Dumoulin (NED) (Clm)   | 69.º       |
| 212                             | Nikias Arndt (GER)         | 89.º       |
| 213                             | Søren Kragh Andersen (DEN) | 121.º      |
| 214                             | Roy Curvers (NED)          | 146.º      |
| 215                             | Simon Geschke (GER)        | 87.º       |
| 216                             | Michael Matthews (AUS)     | 12.º       |
| 217                             | Tom Stamsnijder (NED)      | 187.º      |
| 218                             | Albert Timmer (NED)        | 188.º      |
| Director desportivo : Marc Reef |                            |            |

| Trek-Segafredo TFS                  | Trek-Segafredo TFS    | Trek-Segafredo TFS |
| ----------------------------------- | --------------------- | ------------------ |
| Num                                 | Corredor              | Pos                |
| 221                                 | John Degenkolb (GER)  | 7.º                |
| 222                                 | Eugenio Alafaci (ITA) | 174.º              |
| 223                                 | Marco Coledan (ITA)   | 182.º              |
| 224                                 | Koen de Kort (NED)    | 72.º               |
| 225                                 | Fabio Felline (ITA)   | 58.º               |
| 226                                 | Grégory Rast (SUI)    | 127.º              |
| 227                                 | Kiel Reijnen (USA)    | 143.º              |
| 228                                 | Jasper Stuyven (BEL)  | 39.º               |
| Director desportivo : Adriano Baffi |                       |                    |

| UAE Emirates UAD                    | UAE Emirates UAD           | UAE Emirates UAD |
| ----------------------------------- | -------------------------- | ---------------- |
| Num                                 | Corredor                   | Pos              |
| 231                                 | Sacha Modolo (ITA)         | 131.º            |
| 232                                 | Vegard Stake Laengen (NOR) | 135.º            |
| 233                                 | Marco Marcato (ITA)        | 81.º             |
| 234                                 | Matej Mohorič (SLO)        | 57.º             |
| 235                                 | Manuele Mori (ITA)         | 61.º             |
| 236                                 | Ben Swift (GBR)            | 17.º             |
| 237                                 | Diego Ulissi (ITA)         | 40.º             |
| 238                                 | Federico Zurlo (ITA)       | 191.º            |
| Director desportivo : Marco Marzano |                            |                  |

| Wilier Triestina-Selle Italia WIL | Wilier Triestina-Selle Italia WIL | Wilier Triestina-Selle Italia WIL |
| --------------------------------- | --------------------------------- | --------------------------------- |
| Num                               | Corredor                          | Pos                               |
| 241                               | Filippo Pozzato (ITA)             | 31.º                              |
| 242                               | Julen Amézqueta (ESP)             | 139.º                             |
| 243                               | Manuel Belletti (ITA)             | 157.º                             |
| 244                               | Matteo Busato (ITA)               | 60.º                              |
| 245                               | Yonder Godoy (VEN)                | 76.º                              |
| 246                               | Jakub Mareczko (ITA)              | 163.º                             |
| 247                               | Daniel Martínez (COL)             | 116.º                             |
| 248                               | Jacopo Mosca (ITA)                | 90.º                              |
| Director desportivo : Luca Scinto |                                   |                                   |